# Sèries Danko
Sèries Danko és una plataforma que ofereix tota mena de sèries de televisió, incloent-hi a la gran majoria de països, al moment mitjançant streaming. És coneguda com una alternativa gratuïta per a veure qualsevol classe de sèries en línia i sense haver de descarregar arxius ni haver d'obrir-se un compte com a usuari de la plataforma.

## Funcionament
Com gairebé tots els serveis per a veure continguts en línia.
El primer pas és accedir a la pàgina web i seleccionar la sèrie que l'usuari desitja veure, mitjançant una d'aquestes opcions:
1. Usa el cercador de sèries situat en la barra superior de la interfície.
2. Dona un cop d'ull en els últims capítols afegits que es mostren en un timelime, en la part central de la pàgina web.
3. Visita les sèries més vistes per altres usuaris del servei des del menú de la dreta, que inclou èxits internacionals.
4. Cerca entre els milers de possibilitats explorant-los alfabèticament.

Una vegada l'usuari hagi triat la sèrie que desitja veure, podrà accedir a un menú on es llisten totes les temporades i capítols disponibles, a més de les seves diferents qualitats, idiomes i subtítols, i fins i tot la possibilitat de descarregar l'episodi per si es desitja veure offline.
És necessari destacar que aquesta plataforma no allotja cap mena de vídeo ni sèrie, si no simplement conté enllaços que redirigiran a l'usuari a una pàgina web externa per a poder gaudir del contingut. A l'ésser una pàgina web gratuïta, pot donar-se el cas que no funcioni, sobretot per sobrecàrrega.

## Fitxa tècnica de per sèrie
Totes les sèries que formen part de la pàgina web, tenen una pestanya exclusiva en la qual es pot trobar una portada, la sinopsi de la sèrie, el nombre d'episodis i temporades, una puntuació amb un màxim de cinc estrelles, qualificada pels usuaris, el gènere d'aquesta, l'any, el nom del director i el dels actors que apareixen. A més, mostra el nombre d'usuaris que han visitat la pestanya de la sèrie triada i permet a l'usuari publicar un comentari.

## És un lloc web enganyós?
És una pàgina web que permet visualitzar sèries en línia, fins ara ha anat resistint als intents de multa i tancament que han anat sofrint altres pàgines del mateix estil.

### Quins cercadors bloquegen l'accés a la plataforma?
S'ha comprovat que, tant si l'usuari entra a la pàgina web per Google Chrome com per Mozilla Firefox, li sortirà un missatge o més aviat una alerta de seguretat avisant-li del que es pot trobar si entra a la pàgina web.
En el cas de Google Chrome, si l'usuari entra a la plataforma, el navegador de Google informa que pot sofrir un atac de phishing i, per tant, podrien revelar la informació personal d'aquest i fins i tot instal·lar programari sense el seu consentiment.